# Óscar Melendo
Óscar Melendo Jiménez (San Adrián de Besós, 23 de agosto de 1997) es un futbolista español que juega en la demarcación de centrocampista para el Shanghái Port de la Superliga de China.

## Trayectoria
Empezó a formarse como futbolista en el R. C. D. Espanyol desde 2003, subiendo de categoría, hasta que en 2016 llegó al filial del club, que participaba en la Segunda División B de España. Hizo su debut el 20 de agosto de 2016, en un encuentro que finalizó con un resultado de empate a uno contra la U. E. Llagostera. El 20 de noviembre hizo su debut con el primer equipo, entrando al terreno de juego en el segundo tiempo tras sustituir a Hernán Pérez en un partido contra el Deportivo Alavés.
Marcó su primer gol con el R. C. D. Espanyol el 17 de enero de 2018, en el partido de ida de los cuartos de final de la Copa del Rey 2017/18, ante el F. C. Barcelona (1-0). Su gol en el minuto 88 sirvió para dar la victoria al club periquito y acabar con la racha de imbatibilidad del equipo blaugrana que duraba ya 29 partidos. El 6 de mayo marcó su primer tanto en Primera División en la victoria por 0 a 2 ante el Atlético en el Wanda Metropolitano, que supuso al club madrileño la primera derrota en Liga en su nuevo estadio.
En la temporada 2018-19, tras unos meses partiendo como suplente, se fue consolidando en el once titular del nuevo entrenador "Rubi".
El 30 de junio de 2022 abandonó el club, después de 19 años formando parte de él, al expirar su contrato. Con el primer equipo llegó a disputar 161 partidos en los que logró seis goles. El 6 de agosto el Granada C. F. hizo oficial su fichaje para la temporada 2022-23, ampliable en función de objetivos. Finalmente estuvo un par de campañas en la entidad nazarí y en agosto de 2024 fue traspasado al Cádiz C. F.
En julio de 2025, tras marcar dos goles en 22 partidos en su primer año en Cádiz, llegó a un acuerdo con el club para rescindir su contrato. Entonces se marchó a China para jugar en el Shanghái Port.

## Estadísticas

### Clubes
Actualizado al último partido disputado el 24 de mayo de 2024.
| Club                           | Div.          | Temporada     | Liga  | Liga  | Liga   | Copas nacionales | Copas nacionales | Copas nacionales | Copas internacionales | Copas internacionales | Copas internacionales | Total | Total | Total  |
| Club                           | Div.          | Temporada     | Part. | Goles | Asist. | Part.            | Goles            | Asist.           | Part.                 | Goles                 | Asist.                | Part. | Goles | Asist. |
| ------------------------------ | ------------- | ------------- | ----- | ----- | ------ | ---------------- | ---------------- | ---------------- | --------------------- | --------------------- | --------------------- | ----- | ----- | ------ |
| R. C. D. Espanyol "B" · España | 2.ª B         | 2016-17       | 24    | 1     | 0      | ―                | ―                | ―                | ―                     | ―                     | ―                     | 24    | 1     | 0      |
| R. C. D. Espanyol "B" · España | Total club    | Total club    | 24    | 1     | 0      | 0                | 0                | 0                | 0                     | 0                     | 0                     | 24    | 1     | 0      |
| R. C. D. Espanyol · España     | 1.ª           | 2016-17       | 11    | 0     | 0      | 2                | 0                | 0                | ―                     | ―                     | ―                     | 13    | 0     | 0      |
| R. C. D. Espanyol · España     | 1.ª           | 2017-18       | 18    | 1     | 1      | 5                | 1                | 1                | ―                     | ―                     | ―                     | 23    | 2     | 2      |
| R. C. D. Espanyol · España     | 1.ª           | 2018-19       | 32    | 0     | 5      | 5                | 0                | 0                | ―                     | ―                     | ―                     | 37    | 0     | 5      |
| R. C. D. Espanyol · España     | 1.ª           | 2019-20       | 24    | 0     | 0      | 1                | 0                | 0                | 10                    | 2                     | 3                     | 35    | 2     | 3      |
| R. C. D. Espanyol · España     | 2.ª           | 2020-21       | 28    | 2     | 1      | 1                | 0                | 0                | ―                     | ―                     | ―                     | 29    | 2     | 1      |
| R. C. D. Espanyol · España     | 1.ª           | 2021-22       | 21    | 0     | 0      | 3                | 0                | 1                | ―                     | ―                     | ―                     | 24    | 0     | 1      |
| R. C. D. Espanyol · España     | Total club    | Total club    | 134   | 3     | 7      | 17               | 1                | 2                | 10                    | 2                     | 3                     | 161   | 6     | 12     |
| Granada C. F. · España         | 2.ª           | 2022-23       | 35    | 1     | 3      | 0                | 0                | 0                | ―                     | ―                     | ―                     | 35    | 1     | 3      |
| Granada C. F. · España         | 1.ª           | 2023-24       | 26    | 0     | 0      | 0                | 0                | 0                | —                     | —                     | —                     | 26    | 0     | 0      |
| Granada C. F. · España         | Total club    | Total club    | 61    | 1     | 3      | 0                | 0                | 0                | 0                     | 0                     | 0                     | 61    | 1     | 3      |
| Cádiz C. F. · España           | 2.ª           | 2024-25       | 0     | 0     | 0      | 0                | 0                | 0                | ―                     | ―                     | ―                     | 0     | 0     | 0      |
| Cádiz C. F. · España           | Total club    | Total club    | 0     | 0     | 0      | 0                | 0                | 0                | 0                     | 0                     | 0                     | 0     | 0     | 0      |
| Total carrera                  | Total carrera | Total carrera | 219   | 5     | 10     | 17               | 1                | 2                | 10                    | 2                     | 3                     | 245   | 8     | 15     |

## Palmarés

### Títulos nacionales
| Título                     | Club              | País   | Año  |
| -------------------------- | ----------------- | ------ | ---- |
| Segunda División de España | R. C. D. Espanyol | España | 2021 |
| Segunda División de España | Granada C. F.     | España | 2023 |